# International Champions Cup 2014
La International Champions Cup 2014 conocida también como la Copa Internacional de Campeones es un torneo de exhibición de Fútbol, que se juega del 24 de julio al 4 de agosto de 2014. Este torneo se disputará íntegramente en los Estados Unidos. 
El 4 de febrero de 2014 se confirmó la presencia del Manchester United Football Club, el Liverpool Football Club y el Manchester City Football Club de Inglaterra; el Associazione Calcio Milan, la Associazione Sportiva Roma y el F. C. Internazionale Milano de Italia; el Real Madrid Club de Fútbol de España y el Olympiacos CFP de Grecia.

## Participantes
| País       | Equipo            | Ciudad     | Confederación | Liga           |
| ---------- | ----------------- | ---------- | ------------- | -------------- |
| Italia     | Internazionale    | Milán      | UEFA          | Serie A        |
| Inglaterra | Liverpool         | Liverpool  | UEFA          | Premier League |
| Inglaterra | Manchester City   | Mánchester | UEFA          | Premier League |
| Inglaterra | Manchester United | Mánchester | UEFA          | Premier League |
| Italia     | Milan             | Milán      | UEFA          | Serie A        |
| Grecia     | Olympiacos        | El Pireo   | UEFA          | Super Liga     |
| España     | Real Madrid       | Madrid     | UEFA          | Liga BBVA      |
| Italia     | AS Roma           | Roma       | UEFA          | Serie A        |

## Estadios
| Estados Unidos                               | Estados Unidos                               | Estados Unidos                              | Estados Unidos                              | Estados Unidos                              | Estados Unidos                              | Estados Unidos |
| Denver                                       | Berkeley                                     | Landover                                    | Dallas                                      | Filadelfia                                  | Pittsburgh                                  |                |
| -------------------------------------------- | -------------------------------------------- | ------------------------------------------- | ------------------------------------------- | ------------------------------------------- | ------------------------------------------- | -------------- |
| Sports Authority Field at Mile High          | California Memorial Stadium                  | FedExField                                  | Cotton Bowl Stadium                         | Lincoln Financial Field                     | Heinz Field                                 |                |
|                                              |                                              |                                             |                                             |                                             |                                             |                |
| 39°44′38″N 105°1′12″O / 39.74389, -105.02000 | 37°52′16″N 122°15′1″O / 37.87111, -122.25028 | 38°54′28″N 76°51′52″O / 38.90778, -76.86444 | 32°46′47″N 96°45′35″O / 32.77972, -96.75972 | 39°54′3″N 75°10′3″O / 39.90083, -75.16750   | 40°26′48″N 80°0′57″O / 40.44667, -80.01583  |                |
| Ann Arbor                                    | Chicago                                      | Nueva York                                  | Minneapolis                                 | Charlotte                                   | Miami Gardens                               |                |
| Michigan Stadium                             | Soldier Field                                | Yankee Stadium                              | TCF Bank Stadium                            | Bank of America Stadium                     | Sun Life Stadium                            |                |
|                                              |                                              |                                             |                                             |                                             |                                             |                |
| 42°15′57″N 83°44′55″O / 42.26583, -83.74861  | 41°51′45″N 87°37′0″O / 41.86250, -87.61667   | 40°49′45″N 73°55′35″O / 40.82917, -73.92639 | 44°58′34″N 93°13′30″O / 44.976, -93.225     | 35°13′33″N 80°51′10″O / 35.22583, -80.85278 | 25°57′29″N 80°14′20″O / 25.95806, -80.23889 |                |

| Canadá                                      |
| Toronto                                     |
| ------------------------------------------- |
| BMO Field                                   |
|                                             |
| 43°37′58″N 79°25′07″O / 43.63278, -79.41861 |

## Formato
El torneo contará con dos grupos de cuatro equipos cada uno, repartidos equitativamente según la procedencia de los mismos.
Los ganadores de cada grupo avanzarán a la final. Las posiciones se determinarán de la siguiente manera:
- Los partidos que queden empatados en el tiempo reglamentario, serán definidos por tiros desde el punto penal.
- Tres puntos serán otorgados por una victoria en tiempo reglamentario, en caso de definición por tiros penal, dos puntos para el ganador y un punto para el perdedor, y ningún punto por una derrota en tiempo reglamentario.
- Desempates:
  - Frente a frente
  - Diferencia de goles
  - Goles marcados
  - Goles en contra

### Grupos
| A                 | B               |
| ----------------- | --------------- |
| Manchester United | Liverpool       |
| Real Madrid       | Manchester City |
| Internazionale    | Olympiacos      |
| AS Roma           | Milan           |

## Enfrentamientos

### Grupo A
| N.º | Equipo            | J | G | E | P | GF | GC | Dif. | Pts |
| --- | ----------------- | - | - | - | - | -- | -- | ---- | --- |
| 1   | Manchester United | 3 | 2 | 1 | 0 | 6  | 3  | +3   | 8   |
| 2   | Internazionale    | 3 | 1 | 2 | 0 | 3  | 1  | +2   | 6   |
| 3   | AS Roma           | 3 | 1 | 0 | 2 | 3  | 5  | -2   | 3   |
| 4   | Real Madrid       | 3 | 0 | 1 | 2 | 2  | 5  | -3   | 1   |

#### Ronda 1
| 26 de julio de 2014, 14:10 | AS Roma                       | 2:3 (0:3) | Manchester United                        | Sports Authority Field at Mile High, Denver, Colorado     |                                                           |
|                            | Pjanić 75' · Totti 89' (pen.) |           | Rooney 36' 45'+1' (pen.) · Juan Mata 39' | Asistencia: 54 116 espectadores Árbitro(s): Allen Chapman | Asistencia: 54 116 espectadores Árbitro(s): Allen Chapman |

| 26 de julio de 2014, 15:00 | Internazionale                            | 1:1 (0:1) (3:2 p.)         | Real Madrid                                                 | California Memorial Stadium, Berkeley, California           |                                                             |
|                            | Icardi 68' (pen.)                         |                            | Bale 10'                                                    | Asistencia: 62 583 espectadores Árbitro(s): Ricardo Salazar | Asistencia: 62 583 espectadores Árbitro(s): Ricardo Salazar |
|                            |                                           | Tiros desde el punto penal |                                                             |                                                             |                                                             |
|                            | Vidić · Nagatomo · M´Vila · Juan · Icardi |                            | Isco · Vázquez · Nacho Fernández · Illarramendi · Mascarell |                                                             |                                                             |

#### Ronda 2
| 29 de julio de 2014, 19:00 | Manchester United                                 | 0:0 (0:0) (5:3 p.)         | Inter de Milán                       | FedExField, Landover, Maryland                              |  |
|                            |                                                   |                            |                                      | Asistencia: 61 238 espectadores Árbitro(s): Edvin Jurisevic |  |
|                            |                                                   | Tiros desde el punto penal |                                      |                                                             |  |
|                            | Young · Hernández · Cleverley · Kagawa · Fletcher |                            | Guarín · M´Vila · Taïder · Andreolli |                                                             |  |

| 29 de julio de 2014, 20:15 | Real Madrid | 0:1 (0:0) | AS Roma   | Cotton Bowl, Dallas, Texas                               |                                                          |
|                            |             |           | Totti 58' | Asistencia: 57 512 espectadores Árbitro(s): Drew Fischer | Asistencia: 57 512 espectadores Árbitro(s): Drew Fischer |

#### Ronda 3
| 2 de agosto de 2014, 13:00 | Internazionale           | 2:0 (1:0) | AS Roma | Lincoln Financial Field, Filadelfia, Pensilvania |                                 |
|                            | Vidić 45' · Nagatomo 69' |           |         | Asistencia: 12 169 espectadores                  | Asistencia: 12 169 espectadores |

| 2 de agosto de 2014, 16:06 | Manchester United             | 3:1 (2:1) | Real Madrid     | Michigan Stadium, Ann Arbor, Michigan                        |                                                              |
|                            | Young 20' 37' · Hernández 80' |           | Bale 27' (pen.) | Asistencia: 109 318 espectadores Árbitro(s): Hilario Garjeda | Asistencia: 109 318 espectadores Árbitro(s): Hilario Garjeda |

### Grupo B
| N.º | Equipo          | J | G | E | P | GF | GC | Dif. | Pts |
| --- | --------------- | - | - | - | - | -- | -- | ---- | --- |
| 1   | Liverpool       | 3 | 2 | 1 | 0 | 5  | 2  | +3   | 5   |
| 2   | Olympiacos      | 3 | 1 | 1 | 1 | 5  | 3  | +2   | 5   |
| 3   | Manchester City | 3 | 1 | 2 | 0 | 9  | 5  | +4   | 5   |
| 4   | Milan           | 3 | 0 | 0 | 3 | 1  | 10 | -9   | 0   |

#### Ronda 1
| 24 de julio de 2014, 20:00 | Olympiacos                                        | 3:0 (1:0) | AC Milan | BMO Field, Toronto, Ontario                                 |                                                             |
|                            | Domínguez 16' · Diamantakos 49' · Bouchalakis 77' |           |          | Asistencia: 10 603 espectadores Árbitro(s): Silviu Petrescu | Asistencia: 10 603 espectadores Árbitro(s): Silviu Petrescu |

| 27 de julio de 2014, 16:00 | AC Milan    | 1:5 (1:4) | Manchester City                                            | Heinz Field, Pittsburgh, Pensilvania                          |                                                               |
|                            | Muntari 42' |           | Jovetić 12' 58' · Sinclair 14' · Navas 23' · Iheanacho 26' | Asistencia: 34 347 espectadores Árbitro(s): Armando Villareal | Asistencia: 34 347 espectadores Árbitro(s): Armando Villareal |

#### Ronda 2
| 27 de julio de 2014, 17:00 | Liverpool FC | 1:0 (1:0) | Olympiacos | Soldier Field, Chicago, Illinois                               |                                                                |
|                            | Sterling 5'  |           |            | Asistencia: 36 170 espectadores Árbitro(s): José Carlos Rivero | Asistencia: 36 170 espectadores Árbitro(s): José Carlos Rivero |

| 30 de julio de 2014, 19:00 | Manchester City                          | 2:2 (0:0) (1:3 p.)         | Liverpool FC                        | Yankee Stadium, The Bronx, Nueva York                       |                                                             |
|                            | Jovetić 53' 67'                          |                            | Henderson 59' · Sterling 85'        | Asistencia: 49 653 espectadores Árbitro(s): Silviu Petrescu | Asistencia: 49 653 espectadores Árbitro(s): Silviu Petrescu |
|                            |                                          | Tiros desde el punto penal |                                     |                                                             |                                                             |
|                            | Kolarov · Yaya Touré · Navas · Iheanacho |                            | Sturridge · Can · Henderson · Leiva |                                                             |                                                             |

#### Ronda 3
| 2 de agosto de 2014, 14:00 | Olympiacos                                                                                     | 2:2 (1:1) (5:4 p.)         | Manchester City                                                      | TCF Bank Stadium, Minneapolis, Minnesota |                                 |
|                            | Diamantakos 37' 66'                                                                            |                            | Jovetić 35' · Kolarov 89' (pen.)                                     | Asistencia: 34 047 espectadores          | Asistencia: 34 047 espectadores |
|                            |                                                                                                | Tiros desde el punto penal |                                                                      |                                          |                                 |
|                            | Lykogiannis · Dossevi · Kolovos · Ghazaryan · Papadopoulos · Bouchalakis · Thanasis Papazoglou |                            | Silva · Kolarov · Milner · Sinclair · Zuculini · Guidetti · Richards |                                          |                                 |

| 2 de agosto de 2014, 18:30 | AC Milan | 0:2 (0:1) | Liverpool FC         | Bank of America Stadium, Charlotte, Carolina del Norte |                                 |
|                            |          |           | Allen 17' · Suso 90' | Asistencia: 69 634 espectadores                        | Asistencia: 69 634 espectadores |

## Final
| 4 de agosto de 2014, 20:00 | Manchester United                   | 3:1 (0:1) | Liverpool FC       | Sun Life Stadium, Miami Gardens, Florida |                                 |
|                            | Rooney 55' · Mata 57' · Lingard 87' |           | Gerrard 14' (pen.) | Asistencia: 51 014 espectadores          | Asistencia: 51 014 espectadores |

| England                             |
| Campeón Manchester United 1º título |

## Estadísticas

### Goleadores
- Actualizado al último encuentro jugado el 4 de agosto de 2014.

| N.º | Nombre               | Equipo            | Goles |
| --- | -------------------- | ----------------- | ----- |
| 1   | Stevan Jovetić       | Manchester City   | 5     |
| 2   | Dimitris Diamantakos | Olympiacos        | 3     |
| 2   | Wayne Rooney         | Manchester United | 3     |
| 4   | Juan Mata            | Manchester United | 2     |
| 4   | Ashley Young         | Manchester United | 2     |
| 4   | Raheem Sterling      | Liverpool         | 2     |
| 4   | Gareth Bale          | Real Madrid       | 2     |
| 4   | Francesco Totti      | Roma              | 2     |
| 8   | Jesse Lingard        | Manchester United | 1     |
| 8   | Javier Hernández     | Manchester United | 1     |
| 8   | Scott Sinclair       | Manchester City   | 1     |
| 8   | Jesús Navas          | Manchester City   | 1     |
| 8   | Kelechi Iheanacho    | Manchester City   | 1     |
| 8   | Aleksandar Kolarov   | Manchester City   | 1     |
| 8   | Jordan Henderson     | Liverpool FC      | 1     |
| 8   | Joe Allen            | Liverpool FC      | 1     |
| 8   | Suso                 | Liverpool FC      | 1     |
| 8   | Miralem Pjanić       | AS Roma           | 1     |
| 8   | Mauro Icardi         | Inter de Milán    | 1     |
| 8   | Nemanja Vidić        | Inter de Milán    | 1     |
| 8   | Yuto Nagatomo        | Inter de Milán    | 1     |
| 8   | Sulley Muntari       | AC Milan          | 1     |
| 8   | Alejandro Domínguez  | Olympiacos        | 1     |
| 8   | Dimitris Diamantakos | Olympiacos        | 1     |
| 8   | Andreas Bouchalakis  | Olympiacos        | 1     |

### Clasificación
| Equipo | Equipo            | Pts | PJ | PG | PE | PP | GF | GC | DG | Rend   |
| ------ | ----------------- | --- | -- | -- | -- | -- | -- | -- | -- | ------ |
| 1      | Manchester United | 11  | 4  | 3  | 1  | 0  | 9  | 4  | +5 | 91,66% |
| 2      | Liverpool FC      | 8   | 4  | 2  | 1  | 1  | 6  | 5  | +1 | 66,66% |
| 3      | Inter de Milán    | 6   | 3  | 1  | 2  | 0  | 3  | 1  | +2 | 66,67% |
| 4      | Olympiacos        | 5   | 3  | 2  | 1  | 0  | 5  | 2  | +3 | 55,55% |
| 5      | Manchester City   | 5   | 3  | 1  | 2  | 0  | 9  | 5  | +4 | 55,55% |
| 6      | AS Roma           | 3   | 3  | 0  | 1  | 2  | 3  | 5  | –2 | 33,33% |
| 7      | Real Madrid       | 1   | 3  | 0  | 1  | 2  | 2  | 5  | –3 | 11,11% |
| 8      | AC Milan          | 0   | 3  | 0  | 0  | 3  | 1  | 10 | –9 | 00,00% |

| Predecesor: 2013 | International Champions Cup ex World Football Challenge 2014 | Sucesor: 2015 |